# Chummidae
Los Chummidae son una familia de arañas araneomorfas clasificada como Incertae sedis.
Son arañas minúsculas y endémicas de Sur África, descubiertas en 2001.

## Sistemática
Con información recogida hasta el 11 de febrero de 2012 esta familia tiene 1 género y 2 especies.

### Chumma
Jocqué, 2001
- Chumma gastroperforata Jocqué, 2001 (Sur África)
- Chumma inquieta Jocqué, 2001  (Sur África)